# Augustin Novák
Augustin Novák (fl. XX secolo) è stato un aviatore austro-ungarico.
Augustin Novak fu un pilota dell'Impero austro-ungarico diventato un Asso dell'aviazione arrivando a 5 vittorie nella prima guerra mondiale.

## Biografia e prima guerra mondiale
Le date di nascita e di morte di Augustin Novak sono sconosciute. Presumibilmente è nato a Butovic nella Repubblica Ceca (parte di Praga oggi). Novak si arruolò nell'esercito nel 1911 ed allo scoppio della prima guerra mondiale va nell'artiglieria a cavallo. Combatté sul fronte russo e poi entrò nell'aeronautica nel gennaio del 1916. Completò il corso di pilotaggio il 13 luglio ed arrivò al fronte rumeno alla Flik 30 sotto il comando del capitano Wedige von Froreich. Il 12 agosto 1916, al momento del cambio di squadriglia, subì un incidente con il suo aereo Lloyd C.III e fu ricoverato in ospedale. Dopo la guarigione, fu inviato alla Flik 13 del fronte rumeno. Il 27 dicembre 1916, bombardò la stazione ferroviaria di Tunnel quando un nemico lo attaccò e Novak riuscì a colpire il suo avversario. Lo stesso pomeriggio, ha ricominciato a bombardare Onești quando due nuovi Farman rumeni li avevano attaccati, ma alla fine entrambi furono costretti ad atterrare. Tre giorni dopo, Novak fu trasferito nella Flik 39 allestita nell'aeroporto vicino a Csíkszereda nel marzo del 1917. Il 21 giugno mattina inizia missioni di ricognizione sull'Hansa-Brandenburg C.I e viene coinvolto nella battaglia sull'aeroporto di Comănești (Bacău) colpendo un tre motori Farman. Il 7 agosto, due caccia Nieuport attaccarono, sul villaggio di Dărmănești (Bacău), l'aereo di Novak che fu in grado di atterrare con il motore spento. Il suo osservatore Ferenc Firtos morì per le sue ferite.
Nel settembre 1917, la squadrigla fu spostata sul fronte italiano. Novak ha preso parte alla Battaglia di Caporetto (24 ottobre - 7 novembre) e l'11 novembre ha colpito un SAML italiano vicino al Monte Grappa, ottenendo così la sua quinta vittoria.
Nel gennaio del 1918 fu trasferito prestando servizio come istruttore per il resto della guerra. Il suo destino successivo è sconosciuto.